# Lobatostoma anisotremum
Lobatostoma anisotremum är en plattmaskart som beskrevs av Oliva och Hernandez Servando Carvajal 1984. Lobatostoma anisotremum ingår i släktet Lobatostoma och familjen Aspidogastridae. Inga underarter finns listade i Catalogue of Life.